# 那顺格日勒
那顺格日勒（1976年8月5日—）中国散手运动员。内蒙古人，蒙古族。绰号蒙古王。自幼酷爱蒙古式摔跤。身高178厘米。80公斤级选手，西安体院代表队队员。
2000年散打王争霸赛80公斤级亚军，并被评为2000年度“快摔王”。 2001年获80公斤级冠军、快摔王。97年八运会散打80㎏级个人第二名，98年全国散打锦标赛团体和个人80㎏级第一名，99年全国散打锦标赛团体和个人赛80㎏级第一名，2000年全国散打锦标赛80㎏级第一名，冠军赛第二名；越南举行的亚洲武术锦标赛亚军，2001年九运会预赛暨全国武术散打锦标赛第一名，决赛第一名。2002年全国冠军赛冠军。 